# Zawada
Zawada è una località situata nel comune polacco di Turawa, nel distretto di Opole, nel voivodato di Opole.
Vi ha sede il torneo Hart Open.
La località ha circa 1 200 abitanti.